# 特爾米諾斯潟湖

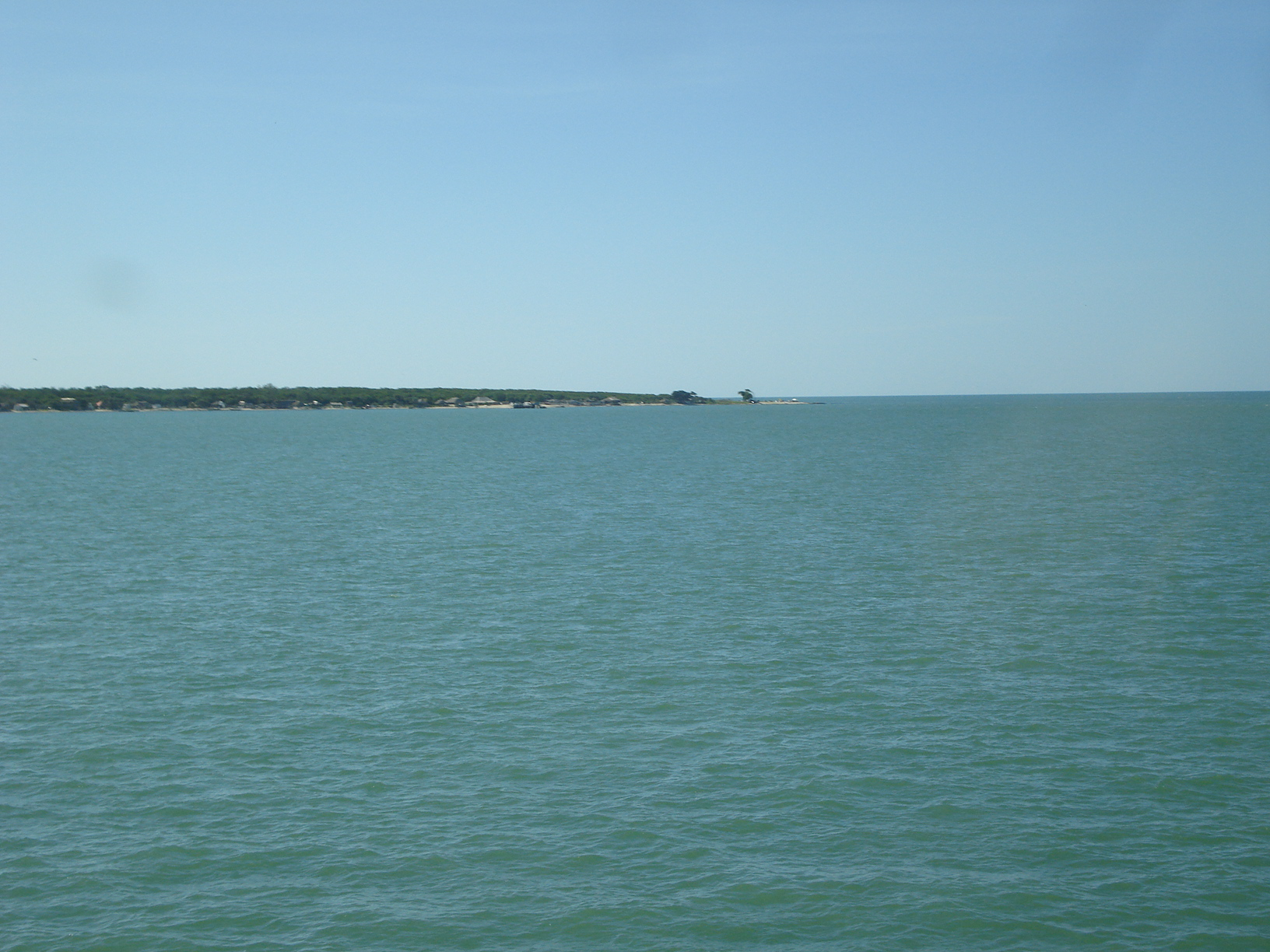
特爾米諾斯潟湖

特爾米諾斯潟湖（西班牙語：Laguna de Términos），墨西哥西南部尤卡坦半岛上一潟湖，位於坎佩切州，西隔卡门岛与坎佩切湾相接，面积2007平方公里。特爾米諾斯潟湖是墨西哥重要的石油产地之一。
18°37′N 91°33′W / 18.617°N 91.550°W